# ラルムーン
ラルムーンは、日本の女性アイドルグループである。2019年に結成。事務所は株式会社CLUSTAR.。

## 概要
株式会社CLUSTAR.所属の女性アイドルグループとしてはハープスターに次ぐ第2弾のグループである。過去にアイドルとしてなんらかの活動経験があるメンバーで構成されている。

## 略歴

### 2019年
- 7月29日、渋谷ストリームホールで開催された『SHIBUYAアイドルストリーマーズSPECIAL』でラルムーン6人としてプレデビュー。[2]
- 9月4日、松脇が加入してから初めて7人でライブ出演する。
- 9月23日、東京芸術センター天空劇場にて、ラルムーン お披露目デビュー単独公演 『リスタート〜七色の未来へ〜』を開催する。ラルムーンとして正式に活動を開始する。しかし、双葉が当日緊急入院のため6人でのお披露目公演となった。
- 9月29日、渋谷WOMBにて『ラルムーン 単独公演 〜松脇朱里 生誕祭〜』を開催する。
- 11月3日、『日本大学　三茶祭』に出演する。
- 11月16日、ラルムーン初のスペシャルイベントを開催する。
- 11月24日、ラルムーン日帰りバスツアーを開催する。
- 12月8日、品川J-SQUAREにて『南まな生誕祭』を開催する。

### 2020年
- 1月26日、ファンクラブ「ラルムーンの部屋」を開設する。
- 1月31日、新宿clubSCIENCEにて『ヨルムーン〜midnight LARMOON Vol.1』を開催する。メンバーがDJを行った。
- 2月8日、新宿アルタKeystudioにて『海老原みあ生誕祭』を開催する。このライブで海老原がCLUSTAR.プロジェクト新グループのプロデューサー兼メンバーとなりグループ移籍することが発表された。
- 2月18日、渋谷TSUTAYA O-nestにてラルムーン主催ライブ『さよならルナティック Vol.1』を開催する。このライブで海老原がラルムーンを卒業。
- 3月2日、松脇、知里の卒業が発表される。
- 3月13日、代官山SPACE ODDにて『IDOL Switch! vol.1』を開催する。このライブで松脇、知里がラルムーンとしての活動を終了する。
- 3月21日、ラルムーン公式Twitterにて新メンバー募集の告知が発表された。
- 3月24日、新宿MARZにてラルムーン主催ライブ『さよならルナティック Vol.2』を開催する。
- 3月28日、渋谷CLUB CAMELOTにて『ラルムーン双葉ゆり生誕LIVE』を開催する。
- 6月27日、Zirco Tokyoにて『津野美里生誕祭』を開催する。
- 7月26日、初台Doorsにて『鈴川りか生誕ライブ』を開催する。
- 9月18日、鈴川の卒業が発表される。
- 9月22日、新宿BLAZEにて『ラルムーン1周年＆鈴川りか卒業ライブ』を開催する。このライブで鈴川がラルムーンを卒業。
- 11月14日、ラルムーン公式Twitterにてグループ名を&Ch!ll(アンチル)に改名することが発表された。
- 11月21日、新宿アルタKeystudioにて『&Ch!llお披露目ライブ』を開催する。新メンバーとして、唯月まりん、泉なゆの2人が加入した。
- 12月8日、渋谷DESEOにて『南まな生誕祭』を開催する。
- 12月31日、白金高輪SELENE b2にて&Ch!ll主催ライブ『さよならルナティック Vol.3』を開催する。

### 2021年
- 1月24日、大塚Deepaにて&Ch!ll主催ライブ『さよならルナティック Vol.4』を開催する。
- 3月27日、新宿MARSにて『双葉ゆりBIRTHDAY LIVE』を開催する。
- 5月9日、Shibuya Milkywayにて『唯月まりん生誕祭』を開催する。
- 5月22日、Zirco Tokyoにて『津野美里生誕祭』を開催する。
- 8月6日、双葉がMADMAOに移籍することが発表される。それに伴い&Ch!llの活動休止も発表される。
- 8月18日、代官山SpaceODDにて『&Ch!ll活動休止LIVE「bye for now」』を開催する。このライブをもって&Ch!llは活動休止となった。
- 8月20日〜26日、原宿竹下通りでのBGMジャック。
- 8月23日〜29日、渋谷〜原宿にて&Ch!llアドトラック走行（背面は津野美里ソロショット）。

## メンバー

### &Ch!ll活動休止時メンバー
| 名前       | よみ          | 生年月日 | カラー(ラルムーン) | 担当カクテル(&Ch!ll) | 活動期間                       | 備考                                                                           |
| ---------- | ------------- | -------- | ------------------ | -------------------- | ------------------------------ | ------------------------------------------------------------------------------ |
| 津野美里   | つの みさと   | 5月18日  | 赤                 | ストロベリーモヒート | 結成 - 2021年8月18日           | （加入前）元THE HOOPERS（つばさ名義） （卒業後）現 MANAMISA                    |
| 南まな     | みなみ まな   | 12月8日  | 紫                 | ヴァイオレットフィズ | 結成 - 2021年8月18日           | （卒業後）現 MANAMISA                                                          |
| 双葉ゆり   | ふたば ゆり   | 3月17日  | 水色               | チャイナブルー       | 結成 - 2021年8月18日           | （加入前）元 天晴れ!原宿（天月ゆり名義） （卒業後）元 MADMAO（ふたばゆり名義） |
| 唯月まりん | ゆずき まりん | 5月6日   |                    | レモンサワー         | 2020年11月21日 - 2021年8月18日 | （卒業後）元 ai*ai（彩芽まりん名義）                                           |
| 泉なゆ     | いずみ なゆ   |          |                    | カシスオレンジ       | 2020年11月21日 - 2021年8月18日 |                                                                                |

### 旧メンバー
| 名前       | よみ            | 生年月日 | カラー | 活動期間             | 備考 |
| ---------- | --------------- | -------- | ------ | -------------------- | --- |
| 海老原みあ | えびはら みあ   | 2月3日   | 白     | 結成 - 2020年2月18日 | （卒業後）元 ハープスター(期間限定) 、現 JYA☆PON |
| 知里美幸   | ちさと みゆき   | 7月26日  | 青     | 結成 - 2020年3月13日 | （卒業後）元 アイドルモドキ。、元 GRACiAS(期間限定) 、元 momograci（ex:桃色革命）                                                                                 |
| 松脇朱里   | まつわき あかり | 9月21日  | 赤     | 結成 - 2020年3月13日 | （加入前）元 iDOL Streetストリート生、元 らぶけん、元 Ange☆Reve （卒業後）元 アイドルモドキ。、元 GRACiAS(期間限定) 、元 momograci（ex:桃色革命）、現 Reve Pocket |
| 鈴川りか   | すずかわ りか   | 7月19日  | ピンク | 結成 - 2020年9月22日 | （加入前）元 リンクSTAR`s（一瀬菜々海名義）、元 DollyKiss（鈴川朱奈名義） （卒業後）現 天使にはなれない（美鈴りか名義）                                           |

## 作品

### ラルムーン
「石の上にも三年!!!」を除く6曲が楽曲配信サービスにて配信されている。
- Re：START
- 101回目の主人公
- 病ミ時雨
- 石の上にも三年!!!
- 行かなくちゃ。
- やきもちスターター
- LAST GAME

### &Ch!ll
『&Ch!ll活動休止LIVE「bye for now」』でサブスク配信される旨の告知があったが実際は配信されていない。
- プライスレス
- 10代のせいさ
- だましあい

また、ライブでは先輩グループであるハープスターの曲をカバーすることがある。